# Jezabel Ohanian
Jezabel Ohanian (* 19. Oktober 1977 in Frankfurt am Main) ist eine ehemalige deutsche Basketballspielerin.

## Laufbahn
Ohanian wuchs in Oberursel auf und betrieb in der Jugend die Sportarten Tennis, Leichtathletik, Turnen sowie dann Basketball. Ab 1999 spielte sie beim MTSV Schwabing und schaffte mit dem Verein den Aufstieg in die Bundesliga. Im Jahr 2006 bestritt die 1,70 Meter große Flügelspielerin drei A-Länderspiele für Deutschland.
Nach einem Jahr beim TSV Wasserburg, mit dem sie in der Saison 2006/07 deutscher Meister und Pokalsieger wurde, wechselte Ohanian ins Ausland, stand im Spieljahr 2007/08 zunächst beim italienischen Zweitligisten Coldair Carugate unter Vertrag, ehe sie während der Saison nach Spanien zum Zweitligisten Club Deportivo Tanit ging.
Im Vorfeld des Spieljahres 2008/09 wurde sie vom Bundesligisten BC Wolfenbüttel Wildcats verpflichtet. Nach zwei Jahren in Niedersachsen ging Ohanian 2010 nach Wasserburg zurück. Mit den Bayern gewann sie in der Saison 2010/11 abermals die deutsche Meisterschaft sowie den Pokal.
2012 wechselte Ohanian zum TuS Bad Aibling in die zweite Liga und nach einem Jahr innerhalb der Liga weiter zu Jahn München. 2017 zog sich die Diplom-Sportwissenschaftlerin, die sich als Fitness- und Athletiktrainerin selbständig gemacht hatte, aus dem Leistungssport zurück.
2019 erweiterte sie ihre Selbständigkeit und begleitete fortan Menschen bei Lebenskrisen und psychosomatisch. Sie gründete 2019 mit Angela Schröder den gemeinnützigen Verein Mut zur Veränderung – gesunde Lehrer für gesunde Kinder e.V. Der Verein setzt sich für Potenzialentfaltung an Schulen sowie für die Gesundheit von Lehrern ein.
Bei den 2021 und 2024 ausgetragenen Olympischen Sommerspielen war sie für den Fernsehsender Eurosport als Kommentatorin der Basketballwettbewerbe im Einsatz.